# Golden Gate (Floryda)
Golden Gate – jednostka osadnicza w Stanach Zjednoczonych, w stanie Floryda, w hrabstwie Collier.